# Andrea Meneghin
Pour les articles homonymes, voir Meneghin.
Andrea Meneghin (né le 2 février 1974) à Varèse (Italie) est un ancien joueur et actuellement entraîneur de basket-ball italien. Il évolue au poste d'arrière. Il est le fils de l'ancien joueur Dino Meneghin.

## Clubs successifs
- 1990-2000 : Pallacanestro Varese
- 2000-2002 : Fortitudo Bologna
- 2002-2006 : Pallacanestro Varese
- 2006-2007 : Pallacanestro Daverio

## Palmarès
- Médaille d'or au championnat d'Europe 1999